# Resolução 201 do Conselho de Segurança das Nações Unidas
A Resolução 201 do Conselho de Segurança das Nações Unidas aprovada por unanimidade em 19 de março de 1965, após ter reafirmado suas resoluções anteriores sobre o tema e agradecendo a todas as nações que contribuíram e o Conselho prorrogou o destacamento da Força das Nações Unidas para Manutenção da Paz no Chipre por mais três meses, para terminar em 26 de junho de 1965.